# Рюдигер Далке
Рюдигер Далке (на немски: Ruediger Dahlke) е германски психотерапевт, лечител и езотерик.

## Биография
Роден е на 24 юли 1951 г. във Фрайзинг, Бавария. Следва медицина в Лудвиг Максимилиан университет в Мюнхен. Получава докторска степен с дисертация на тема „Психосоматика на бронхиалната астма при децата“ през 1978 г.
В средата на 70-те години на 20 век се занимава с натуропатия и психотерапия – минава обучение за реинкарниращ терапевт (на немски: Reinkarnationstherapeut) в Института за извънредна психология (на немски: Institut für außerordentliche Psychologie) на Торвалд Детлефсен и работи в института от 1977 до 1989 година. Заради съдържателни различия се отделя от Детлефсен през 1989 година и заедно с жена си Маргит през 1990 година основава свой терапевтичен център в гр. Йоханискирхен в Долна Бавария. Като фундамент на работата на терапевтичния център се сочат херметизмът и самият Хермес Трисмегист, а в книгите на Далке основни понятия са „законите на съдбата“ (на немски: Schicksalsgesetze), „принципа на сянката“ (на немски: Schattenprinzip) и „принципите на живота“ (на немски: Lebensprinzipien).
По-късно създава в Австрия Академия „Далке“ за психолози, повишаващи квалификацията си. През 2012 година са открити филиали на академията в Словения и Германия.
Бивш редактор на списание „Езотера“, днес Далке организира семинари и учебни курсове по архетипична медицина, респираторна терапия, психотерапия, пост и медитация, а също и фирмени тренинги.

## Избрана библиография
- Krankheit als Weg (в съавторство с Торвалд Детлефсен). Goldmann TB, München, 1983.
- Krankheit als Sprache der Seele – Be-Deutung und Chance der Krankheitsbilder. Goldmann, München, 1992.
- Krankheit als Symbol: Ein Handbuch der Psychosomatik. Symptome, Be-Deutung, Einlösung. 1996 (15. Auflage. C. Bertelsmann, 2007).
- Woran krankt die Welt. Goldmann, München, 2001.
- Nichtrauchen leicht gemacht. Der schnelle Weg aus der Sucht. Heinrich Hugendubel Verlag, Kreuzlingen/ München, 2005.
- Die Psychologie des Geldes. Nymphenburger, München, 2008.
- Das große Buch vom Fasten. Goldmann, München, 2008.
- Die Schicksalsgesetze – Spielregeln fürs Leben. Goldmann, München, 2009.
- Das Schattenprinzip. Goldmann-Arkana, München, 2010.
- Die Spuren der Seele: was Hand und Fuß über uns verraten (в съавторство с Рита Фазел). Gräfe und Unzer, München 2010.
- Sinnlich Fasten – nach den 7 Archetypen der Wochentage (в съавторство с Доротея Ноймайр). Nymphenburger, München 2010.
- Lebensprinzipien – Heilung, Vorbeugung, Vorsätze. Goldmann, München, 2011.
- Peace-Food – wie wir durch Verzicht auf Fleisch und Milch Körper und Seele heilen. Gräfe und Unzer, München, 2011.
- Seeleninfarkt. Zwischen Burn-out und Bore-out. Wie unserer Psyche wieder Flügel wachsen können. Scorpio Verlag, München, 2012.
- Mythos Erotik. Eine Lebenskraft tritt aus dem Schatten Scorpio Verlag, München, 2013.

### На български
- Болестта като път. София: Кибеа, 1998, 384 с. ISBN 954-474-452-5 (в съавторство с Торвалд Детлефсен)
- Болестта като език на душата. София: ЛИК, 1999, 436 с. ISBN 954-607-288-5
- Психологията на синята мъгла. София: ЛИК, 2001, 190 с. ISBN 954-607-384-9 (в съавторство с Маргит Далке)
- Проблеми с теглото. София: ЛИК, 2002, 176 с. ISBN 954-607-555-8
- Агресията като шанс. Пловдив: Хермес, 2006, 376 с. ISBN 954-26-0371-1
- Големият преход. София: Кибеа, 2012, 112 с. ISBN 978-954-474-601-8
- Психология на парите. София: Сиела, 2013, 176 с. ISBN 978-954-28-1355-2

## Видео (Избрано)
- Ehrfurcht vor dem Leben. Neue Weltsicht, Potsdam 2011, EAN 4260155680281.
- Krankheiten über ihre Symbolebene entschlüsseln. Neue Weltsicht, Potsdam 2011, EAN 4260155681059.
- Wie Schicksalsgesetze und Schattenprinzip unser Leben bestimmen. Neue Weltsicht, Potsdam 2011, EAN 4260155681042.